# Formazione dei Journey
Questa che segue è la lista di tutti i componenti della band soft rock/arena rock/Fusion Journey, dagli esordi fino a oggi.
A partire dal 1973, anno della loro formazione, fino al 2023, il gruppo ha visto presenziare nella formazione oltre 15 membri. 

## Storia

### Gli inizi (1973-1977)
I Journey vennero fondati febbraio 1973 dal chitarrista solista Neal Schon, dal bassista Ross Valory, dall'altro chitarrista George Tickner e dal batterista Prairie Prince, e dal tastierista e cantante Gregg Rolie. All'inizio dell'anno successivo, Prince lasciò la band per ricongiungersi al suo gruppo precedente, i The Tubes; il suo posto venne presi dal batterista del Jeff Beck Group Aynsley Dunbar, il 1 febbraio 1974. Poco dopo l'uscita dell'omonimo album di debutto della band nel 1975, Tickner lasciò i Journey per intraprendere una carriera come medico; il chitarrista non venne sostituito e la band rimase con quattro elementi per i suoi due album successivi, Look into the Future e Next.

### L'era Steve Perry
Nel giugno 1977, i Journey aggiunsero all'organico Robert Fleischman come primo cantante non strumentista. Dopo pochi mesi, tuttavia, Fleischman  venne sostituito da Steve Perry in ottobre, al termine di un tour di supporto a Emerson, Lake & Palmer. La band pubblicò il primo album con Perry, Infinity nel 1978, prima che Dunbar fosse licenziato nell'ottobre dello stesso anno. Il batterista venne sostituito da Steve Smith, un ex roadie del gruppo. La nuova formazione del gruppo è rimasta stabile per due anni.

## Formazione

### Attuale
- Arnel Pineda - voce (2007-presente)
- Neal Schon - chitarra (1973-1987, 1995-presente)
- Jonathan Cain - tastiera (1980-1987, 1995-presente)
- Jason Derlatka - tastiera   (2020-presente)
- Todd Jensen - basso (2022-presente)[1]
- Deen Castronovo - batteria (1998-2015, 2021-presente)

### Ex membri
- Gregg Rolie - voce (1973-1977), tastiera (1973-1980)
- George Tickner - chitarra (1973-1975)
- Ross Valory - basso (1973-1985, 1995-2020)
- Aynsley Dunbar - batteria (1973-1978)
- Robert Fleischman - voce (1977)
- Steve Perry - voce (1977-1987, 1995-1998)
- Steve Smith - batteria (1978-1985, 1995-1998, 2017-2020)
- Omar Hakim - batteria (2015-2017)
- Steve Augeri - voce (1998-2006)
- Jeff Scott Soto - voce (2006-2007)
- Jason Derlatka - tastiera   (2020-2021)
- Narada Michael Walden - batteria (2021-2022)[2]

## Cronologia delle formazioni principali

### Journey I
(1973-1975)
- Gregg Rolie - voce solista, tastiera
- Neal Schon - chitarra solista, accompagnamento vocale, coro
- George Tickner - chitarra ritmica
- Ross Valory - basso, pianoforte, accompagnamento vocale, coro
- Aynsley Dunbar - batteria

### Journey II
(1977 - 1982)
- Steve Perry - voce solista
- Gregg Rolie - tastiera, voce
- Neal Schon - chitarra, voce
- Ross Valory - basso, voce
- Aynsley Dunbar - batteria, percussioni

### Journey III
(1978 - 1985)
- Steve Perry - voce solista
- Neal Schon - chitarra, voce
- Gregg Rolie - tastiera, voce
- Ross Valory - basso, voce
- Steve Smith - batteria, percussioni

### Journey IV
(1998 - 2006)
- Steve Augeri - voce
- Neal Schon - chitarra, cori
- Jonathan Cain - tastiere, cori
- Ross Valory - basso, cori
- Deen Castronovo - batteria, cori

### Journey V
(2010 - 2020)
- Arnel Pineda - voce
- Neal Schon - chitarre, cori
- Jonathan Cain - tastiere, chitarra, cori
- Ross Valory - basso, cori
- Deen Castronovo - batteria, percussioni, cori

### Journey VI
(2022-presente)
- Arnel Pineda - voce (2007-presente)
- Neal Schon - chitarra (1973-1987, 1995-presente)
- Jonathan Cain - tastiera (1980-1987, 1995-presente)
- Jason Derlatka - tastiera   (2020-presente)
- Todd Jensen - basso (2022-presente)
- Deen Castronovo - batteria (1998-2015, 2021-presente)